# Web Summit
Web Summit (початково Dublin Web Summit) — це технологічна конференція, яка проводиться щорічно з 2009 року. Компанію заснували Падді Косґрейв, Девід Келлі і Дайр Гікі. Тематика конференції зосереджена на інтернет-технологіях, а серед учасників є компанії від членів списку Fortune 500 до невеликих фірм. Конференцію відвідують як CEO і засновники технологічних стартапів, так і широкий спектр представників дотичних галузей.
Web Summit організовує заходи в усьому світі, зокрема f.ounders, RISE у Гонконзі, Collision у Новому Орлеані, SURGE в Бангалорі та MoneyConf в Мадриді.
Перші п'ять років конференція проходила у Дубліні (Ірландія). У вересні 2015 року Падді Косґрейв, засновник і генеральний директор Web Summit, оголосив, що з 2016 року місцем проведення буде Лісабон.

## 2009—2011

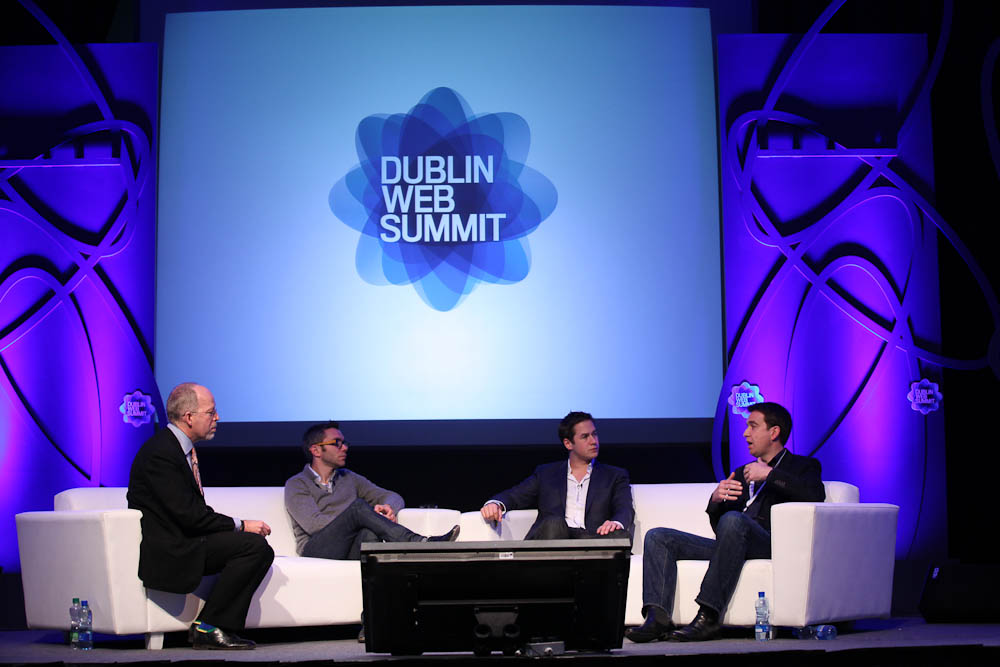
Web Summit у Дубліні, 2011

Перший Web Summit був зустріччю блогерів, журналістів і технарів у готелі на околиці Дубліна. Виступали політичний блогер Аєн Дейл, Бен Гаммерслі із «Гардіан», Ієн Дуглас з «Дейлі Телеграф». У 2010 році на зустрічі було близько 400 учасників, доповідачами виступали переважно місцеві бізнесмени та інвестори. В 2011 році розміри заходу потроїлися і він перемістився у Дублінське королівське товариство. Виступили Чад Герлі, Джек Дорсі, Метт Мулленвіг.

## 2012

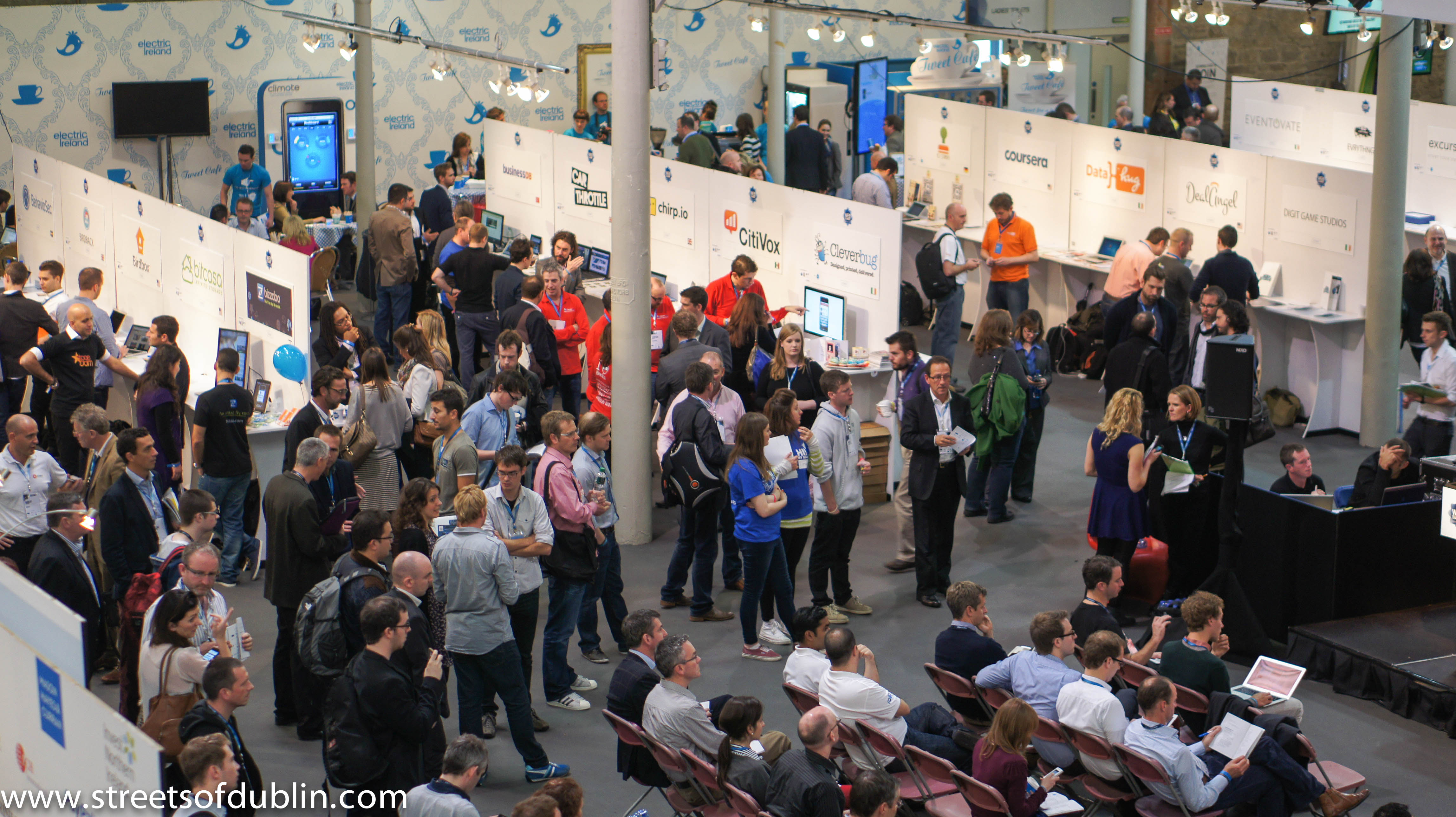
Web Summit 2012

У 2012 році у Web Summit взяли участь 4200 чоловік, приблизно 40 % з них представляли компанії, що базуються в Ірландії (де розташовані європейські штаб-квартири ряду великих високотехнологічних компаній) і 60 % представляли компанії з інших країн Європи. Серед спікерів були Тім Армстронґ, Ваель Ґонім, Аркадій Волож.
Ряд компаній з різних країн світу запустили нові продукти або зробили оголошення в рамках заходу.

## 2013

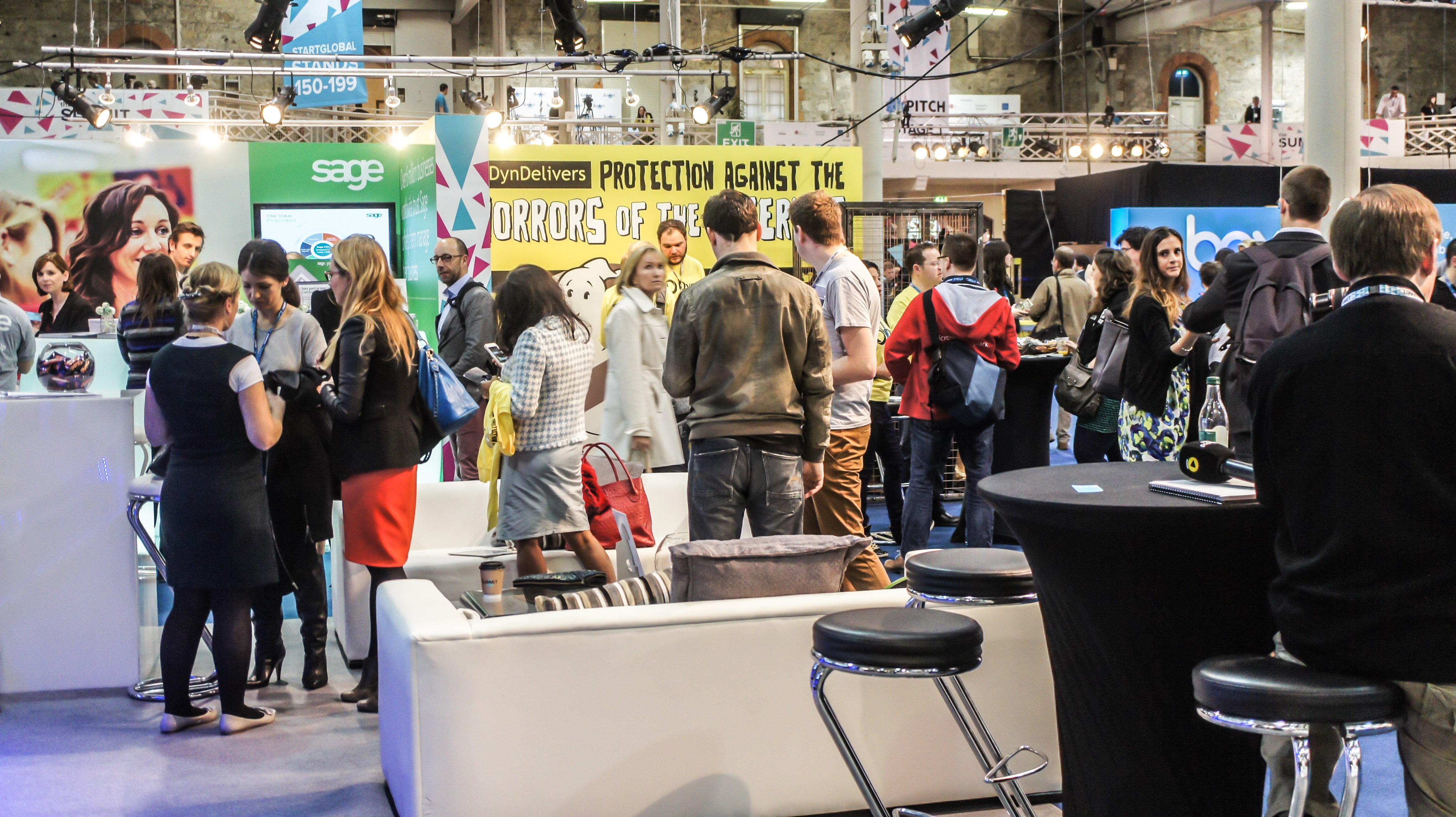
Web Summit 2013

У 2013 році понад 10 000 чоловік відвідали Web Summit, переважна більшість з-поза меж Ірландії. Виступили Ілон Маск, Шейн Сміт, Тоні Гоук, Дрю Г'юстон, Ніклас Зеннстрем.
Захід розширив масштаби завдяки кільком дочірнім подіям, у тому числі Night Summit, серії вечірніх заходів за участю музикантів з усього світу, і Food Summit, дводенної виставки вишуканих страв ірландської кухні.
Прем'єр-міністр Ірландії Енда Кенні також на Web Summit відкрив ринок NASDAQ, вперше за межами Нью-Йорка з часу Facebook IPO. Захід висвітлювали в міжнародних засобах масової інформації, зокрема репортажі вели Bloomberg Television, CNN, Wall Street Journal і Wired.

## 2014

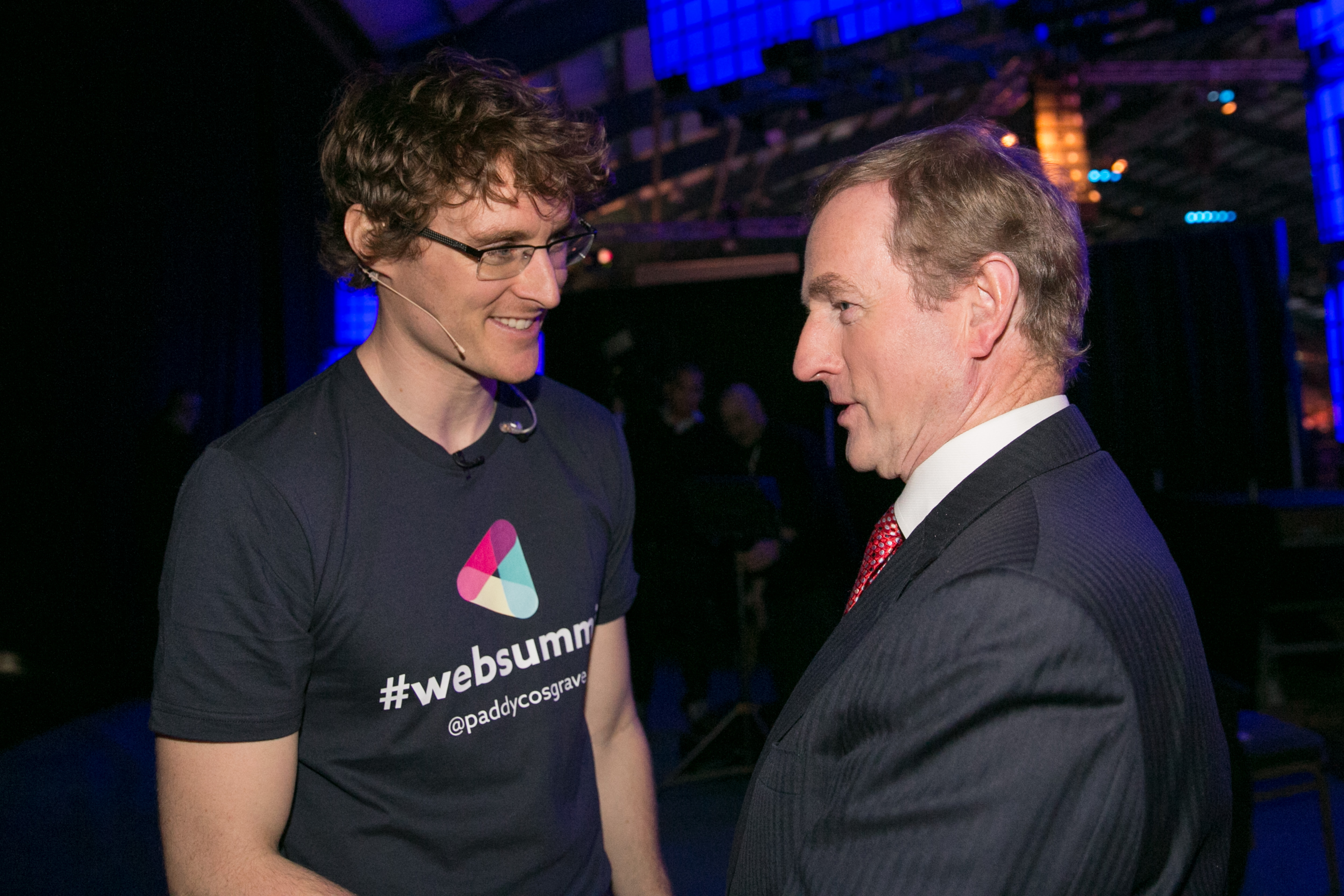
Падді Косґрейв і тишех Енда Кенні у 2014 році на Web Summit

Web Summit 2014 проходив упродовж трьох днів і складався з дев'яти етапів або самітів: Centre, Machine, Enterprise, Marketing, Builders, Society, Sport, Film та Music. Серед спікерів були Єва Лонгорія, Пітер Тіль і Боно, захід відвідали 22 000 осіб зі 109 країн.
Подію висвітлювали міжнародні ЗМІ, включаючи CNBC, CNN, Fox Business News, Bloomberg, Sky News, Al Jazeera і BBC.

## 2015

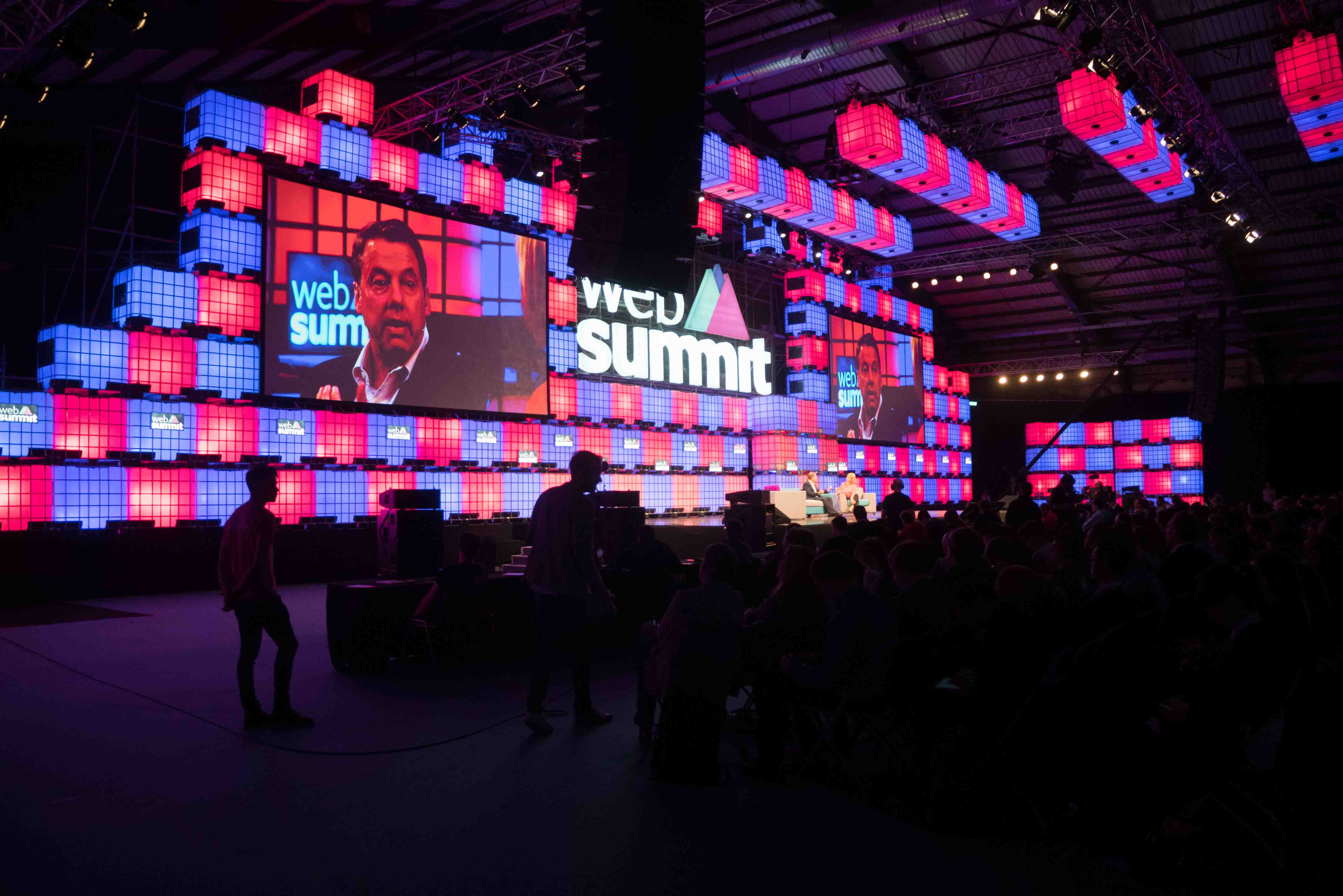
Web Summit 2015

Web Summit 2015 проходив з 3 листопада по 5 листопада в RDS у Дубліні. Більше 42 000 осіб взяли участь у триденному заході. Виступали Ед Кетмелл з Pixar, Майкл Делл, Білл Форд і Кріс Фрум.

## 2016

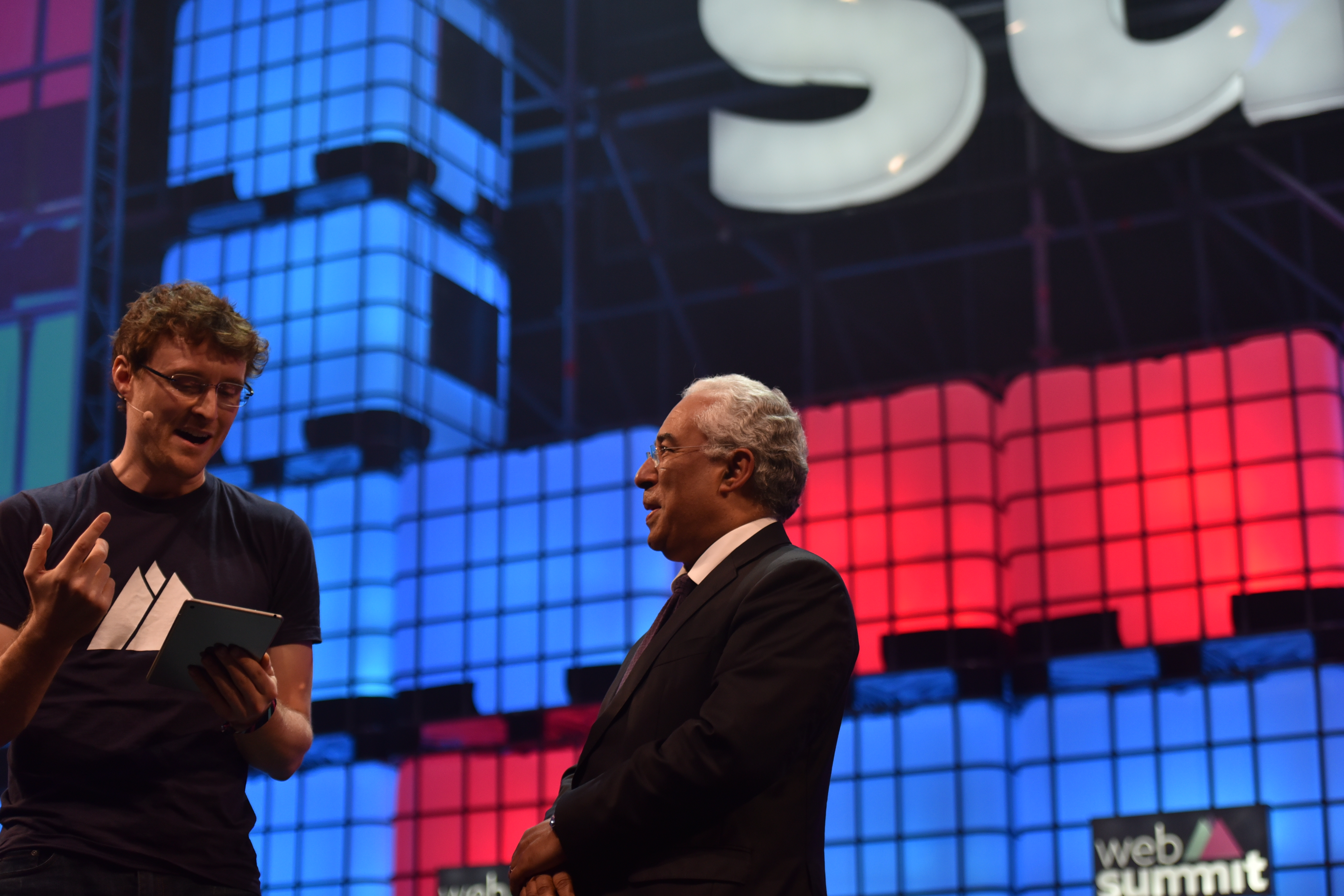
Падді Косґрейв, засновник Web Summit (ліворуч) і Антоніу Кошта, прем'єр-міністр Португалії (праворуч) на церемонії відкриття

У вересні 2015 року співзасновник і генеральний директор Web Summit Падді Косґрейв оголосив, що наступні три роки захід проходитиме в Лісабоні. Аргументами на користь цього Косґрейв навів місцеву арену стартапів та «космополітичне місто з кращою інфраструктурою та більшою кількістю готельних номерів».
Триденний захід пройшов 7-10 листопада на MEO Arena, місці Експо '98, і зібрав 53 056 учасників з понад 150-ти країн та понад 1500 стартапів.
Серед понад 600 спікерів були топ-менеджери технологічних компаній з усього світу, в тому числі Джон Чемберс з компанії Cisco, технічний директор Facebook Майк Шрепфер, і технічний директор Amazon.com Вернер Вогелс. Також були присутні діячі у нетехнічних областях: актор Джозеф Гордон-Левітт, Саліл Шетті з Amnesty International, Могенс Люккетофт, голова Генеральної Асамблеї ООН, футболіст Луїш Фігу, а також президент Португалії Марселу Ребелу ді Соза і прем'єр-міністр Антоніу Кошта. Частка жінок серед спікерів на Web Summit складала 21 %, а серед учасників — 47 % за незалежними оцінками.

## 2017
Web Summit 2017 пройде в MEO Арена в Лісабоні з 6—9 листопада. У заході мають взяти участь 60 тисяч відвідувачів із понад 160 країн.
Станом на серпень підтверджено 300 спікерів і ще 1000 мають бути оголошені пізніше. Серед доповідачів будуть політики (колишній віце-президент США Ел Гор, єврокомісар з питань конкуренції Маргрете Вестагер, колишнього президент Франції Франсуа Олланд), відомі діячі сфери технологій (CEO Intel Браян Кржаніч, CEO Oracle Марк Герд, президент Microsoft Бред Сміт, CEO Reddit Стів Гаффман, співзасновник і CEO SlackСтюарт Баттерфілд, співзасновник і CEO Asana та співзасновник Facebook Дастін Московіц, президент і CEO Booking.com Гілліан Танс.
Серед інших доповідачів — колишній чемпіон світу в суперважкій вазі Володимир Кличко, актриса й активістка Софія Буш, колишній португальський професійний футболіст і володар Золотого м'яча Луїш Фігу, міжнародний редактор Vogue Сьюзі Менкес, колишній чемпіон світу з шахів Гаррі Каспаров, музикант Вайклеф Жан, актор «Гри престолів» Ліам Каннінгем.